# Sebastián Sabini

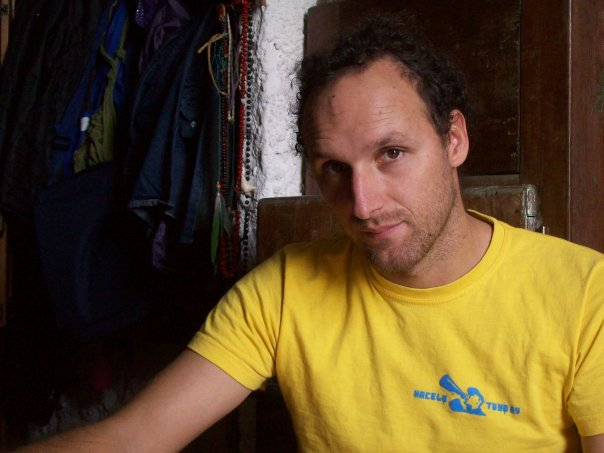

Sebastián Sabini (* 11. Juni 1981 in Montevideo) ist ein uruguayischer Politiker der Frente Amplio.

## Leben
Sabini studierte in Montevideo Geschichte. Nach seinem Studium erhielt er in Uruguay eine Anstellung als Hochschullehrer für Geschichte. Sabini ist Mitglied der Frente Amplio. Seit 2009 ist er Abgeordneter in der Abgeordnetenkammer von Uruguay.